# NHL 17
NHL 17 — компьютерная игра в жанре спортивного симулятора (хоккей с шайбой), разработанная канадской студией EA Canada и изданная EA Sports в сентябре 2016 года на PlayStation 4 и Xbox One. Игра является двадцать шестой в серии игр NHL.
Команда разработчиков сосредоточилась на разработке новой части хоккейного симулятора строго на консолях восьмого поколения, сославшись на увеличение количества игроков, в отличие от консолей седьмого поколения, PlayStation 3 и Xbox 360. NHL 17 разработана на движке Ignite. В игре представлены улучшения в геймплее с точки зрения игрового искусственного интеллекта и физики, а также добавлены новые режимы, такие как внутриигровой Кубок мира по хоккею с шайбой и обновлённая версия «Карьера ГМ», именуемый теперь как «Режим франшизы», в котором игрок выступает в качестве генерального менеджера команды и полностью её контролирует. Также добавлен новый обширный конструктор создания команд и её арен. В NHL 17 есть и традиционные для серии режимы, в частности режим тимбилдинга Hockey Ultimate Team (HUT), совместной онлайн-игры, известный как EA Sports Hockey League, и «Карьера Профи». Как и две предыдущие игры в серии, матчи NHL 17 сделаны в виде трансляции на канале NBC.
Перед выходом было выпущено несколько трейлеров и запущено открытое бета-тестирование. Критики, поигравшие в бету, оставили в целом положительные отзывы, назвав её хорошей предшественницей перед полноценным релизом. После полноценного выхода, NHL 17 получила в целом положительные отзывы, похвалив улучшения в игровом процессе и новые дополнения к игре, но отмечая в качестве минусов недостаток общих инноваций в геймплее.

## Игровой процесс

Скриншот из игры, в котором представлен матч Кубка мира по хоккею между сборными Канады и США

NHL 17 представляет собой симулятор хоккея с шайбой на движке Ignite. Матчи в игре проходят в стиле трансляций на канале NBC с комментариями Майка Эмрика (основной комментатор), Эдди Ольчика (эксперт) и Рэя Ферраро (репортёр), а также на экране, подобно настоящему матчу, в верхнем левом углу есть счётчик количества голов. В игре пять уровней сложности — «Новичок», «Полупрофессионал», «Профессионал», «Звезда» и «Суперзвезда», а также три стиля управления — «Skill Stick», «Смешанный» и «Управление NHL ’94». «Управление NHL ‘94» повторяет раскладку оригинальной игры, с той лишь разницей, что перемещение игроком происходит через левый джойстик. «Skill Stick» же даёт возможность точно контролировать отдачу пасов и ударов благодаря левому стику. «Смешанный» тип управления сочетает в себе схемы «Управление NHL ‘94» и «Skill Stick». Все три схемы позволяют управлять как полевыми игроками, так и вратарём. Также в NHL 17 есть возможность включить функцию «Тренер на льду», при активации которой над хоккеистами во время матча появляются советы по управлению.
Хоккеисты в игре при контроле шайбы могут исполнять финты, отдавать передачи своим товарищам по команде и совершать броски по воротам. Если игрок забивает гол, он нажатием на определённую кнопку может отпраздновать забитую шайбу так, как он пожелает; в игру добавили множество новых празднований. Одним из добавленных празднований была имитация броска бейсболиста Хосе Баутисты во время матча серии Главной лиги бейсбола 2015 года. При игре в защите хоккеисты могут мешать владению клюшкой, блокировать броски и выполнять силовые приёмы.
В игру внесены улучшения в игровой искусственный интеллект и физику. Ключевым улучшением ИИ стала специально созданная для вратарей система «Reactionary Save Intelligence», позволяющая им предугадывать опасные моменты у ворот, чтобы совершить определённый вид сейва. В зависимости от типа удара вратари могут совершать традиционный или акробатический сейв. Если у голкипера закрыта большая часть сетки, он отобьёт шайбу своим телом. При более сложных бросках по воротам он прибегнет к своему атлетизму и рефлексам. Чтобы соответствовать реальным движениям вратарей Electronic Arts разработали новую технологию захвата движения. В области физики хоккеистов улучшены схватки между нападающими и защитниками.
В NHL 17 присутствует множество режимов, как традиционных для серии, так и новых. «Быстрый матч» — офлайн-матч, в который можно играть одному или с другом через локальное соединение. Игрок также может сыграть с другими пользователями один на один в режиме «Один на один в сети». Hockey Ultimate Team (HUT) позволяет игроку создать свою собственную команду, открывая рандомизированные комплекты с карточками хоккеистов. На смену «химии» прошлых игр NHL пришла «синергия». У каждого хоккеиста есть своя синергия — либо индивидуальная для хоккеиста, либо командная. Они активируются, когда определённое количество игроков в команде обладают одинаковой синергией. Синергия игрока даёт определённые повышения характеристик себе, а командная — каждому хоккеисту в команде. В HUT вводятся «Динамические наборы» — система крафта, позволяющая торговать предметами или хоккеистами, складывая их в набор и получая впоследствии более хорошее вознаграждение. «Быть Про» позволяет игрокам продолжить карьеру в НХЛ со своим собственным персонажем. В EA Sports Hockey League (EASHL) игрок может своего созданного хоккеиста добавлять в клубы других пользователей. Клубы создаются с индивидуальными названиями, логотипами, формой и аренами. По мере продвижения созданного клуба, арена постепенно модернизируется и улучшается. В EASHL также можно играть за пределами клубов в режиме Drop-In, где игрок объединяется с другими пользователями и сыграть партию 6 на 6. В этот тип ещё можно играть с реальными командами в режиме онлайн-командной игры. Есть также режим буллитов, в котором игроки могут отыграть один раунд по буллиту в автономном или онлайн-режиме; тренировочный режим, где игрок вместе со своей командой играют в тренировочный матч; режим сезона, в котором игрок управляет целым клубом в хоккейной лиге и играет с ним полный сезон; режим плей-офф, представляющий розыгрыш реального плей-офф Кубка Стэнли.
В игру ввели новые режимы и были улучшены старые. Режим «Быть ГМ», в котором игрок мог стать генеральным менеджером любого клуба НХЛ, был расширен до «Режима франшизы». Теперь игроки должны соответствовать ожиданиям владельцев команд, в которые игрок хочет попасть. Также игрок может переместить свою команду в другой город — в этом случае придётся строить свой собственный стадион и перестраивать имидж клуба с нуля. В NHL 17 был добавлен Кубок мира по хоккею, став второй игрой в серии с данным турниром. Игрок может сыграть в данный турнир с любой командой по своему выбору. В игре появился режим «Чемпионы драфта» после показа идентичного режима в Madden NFL — в нём игроки могут выбирать суперзвёзд НХЛ в 12-раундовом драфте и создавать с ними свою команду. После драфта, игрок может принять участие в турнире против компьютера или других онлайн-игроков. У игрока также есть возможность попасть в драфт чемпионата во время турнира. В NHL 17 добавлена североамериканская Хоккейная лига Восточного побережья — все 27 команд в данной лиге доступны вместе со всеми атрибутами. Игра также включает три стадиона швейцарской лиги.

## Разработка и выход
По словам ведущего продюсера NHL 17 Шона Рамджагсинга, разработчики хотели взять всё из предыдущей части серии и в целом улучшить её. Студия EA Canada решила улучшить общий геймплей, внедрив улучшенный искусственный интеллект и физику. NHL 17 создавалась на специальном движке для спортивных симуляторов от Electronic Arts — Ignite. Несмотря на это, часть разработчиков EA Canada уже во всю перешла на Frostbite 3 во время разработки FIFA 17, да и сам Рамджагсинг говорил, что не возражает о будущем переходе на Frostbite. NHL 17 также стала первой игрой в своей серии, которая не вышла на консолях PlayStation 3 и Xbox 360 — Рамджагсинг сослался на увеличивающееся количество игроков на консолях восьмого поколения.
Первый трейлер к NHL 17 вышел 26 апреля 2016 года, в котором рассказывалось об основах геймплея и разработке. В видео разработчики поделились своим видением, которое они планировали во время разработки, корректировок игрового процесса и улучшений настроек. В тот же день началось голосование за главное лицо на обложке игры. В голосовании приняли участие восемь спортсменов, по одному из каждой страны и команды, участвующей в Кубке мира по хоккею 2016. В финал попали российский нападающий Владимир Тарасенко из «Сент-Луис Блюз» и американский центровой Джо Павелски из «Сан-Хосе Шаркс» — в результате голосования победил россиянин, став главным лицом игры. Уроженец Швейцарии и форвард «Миннесоты Уайлд» Нино Нидеррайтер попал на обложку игры в Швейцарии.
22 июня вышел второй трейлер к игре, демонстрирующий кинематографичный геймплей. 19 июля разработчики выпустили трейлер с улучшениями и новыми функциями режима EASHL. 26 июля был выпущен ещё один трейлер — на этот раз демонстрирующий новые функции режима Hockey Ultimate Team. На следующий день был представлен официальный саундтрек, куда вошли песни таких исполнителей, как Nothing but Thieves, The Chainsmokers, The Sheepdogs и других. Как и с NHL 16, с 28 июля по 4 августа была доступна открытая бета-версия — игроки смогли опробовать режимы EASHL, HUT и «Один на один». 9 августа был выпущен трейлер, посвящённый новым функциям «режима франшизы». На следующий день EA Sports объявила о запуске программы вознаграждений НХЛ — люди, зарегистрированные в программе, могли участвовать в розыгрышах, победителю доставалась хоккейная атрибутика. 16 августа на Gamescom был показан трейлер с демонстрацией внутриигрового Кубка мира по хоккею.
NHL 17 вышла 13 сентября 2016 года в Северной Америке и 15 сентября в Европе на PlayStation 4 и Xbox One. Игрокам, предзаказавшим игру, в подарок давался специальный комплект формы EASHL и уникальное празднование забитых шайб из NHL ’94. В издания «Deluxe» и «Super Deluxe» входили дополнительные золотые пакеты с карточками игроков для HUT, которые приходили игроку еженедельно в течение определённого периода. Предзаказы на Xbox сопровождались бесплатным доступом к подписке EA Access на месяц. В день выхода NHL 17 получила крупное обновление с добавлением новых функций и исправлением некоторых ошибок.

## Отзывы критиков

### До выхода
Добавление празднования голов в стиле Баутисты в бету получило широкое освещение в американских спортивных СМИ. Бета-версия была положительно оценена игровыми журналистами. Самит Саркар из Polygon заявил, что «NHL 17 превращается в игру, которая может вернуть свою франшизу к высотам», похвалив улучшения в геймплее и режиме EASHL. Джейку Сандстрому из спортивного блога Fear the Fin от SB Nation понравилась механика строительства арен и команд, но в то же время отметил, что ей надо «немного больше глубины». Брайан Мазик из Forbes высоко оценил графику, искусственный интеллект товарищей игрока по команде и противников, и возможность подключения к Интернету. Подытожив, он заявил, что «NHL продолжает оставаться одной из самых привлекательных спортивных игр». В качестве минусов он отмечал меню режима HUT, кат-сцены с выходами команд на лёд, назвав их «устаревшими», и меню создания собственного игрока. Обозреватель SB Nation под никнеймом «SkyonAir» в блоге Stanley Cup of Chowder похвалил переработку геймплея за вратаря, но критиковал отсутствие предлагаемых игровых режимов.

### После выхода
| Сводный рейтинг       | Сводный рейтинг              |
| Агрегатор             | Оценка                       |
| --------------------- | ---------------------------- |
| GameRankings          | 80,90 % (PS4) 78,87 % (XONE) |
| Metacritic            | 78/100 (PS4) 77/100 (XONE)   |
| Иноязычные издания    |                              |
| Издание               | Оценка                       |
| Destructoid           | 8/10                         |
| EGM                   | 8,5/10                       |
| Game Informer         | 7,25/10                      |
| GameRevolution        | [ 53 ]                       |
| GameSpot              | 7/10                         |
| Hardcore Gamer        | 3,5/5                        |
| IGN                   | 8,4/10                       |
| Polygon               | 7,5/10                       |
| Forbes                | 8,25/10                      |
| Русскоязычные издания |                              |
| Издание               | Оценка                       |
| «Игромания»           | 8/10                         |
| «Игры Mail.ru»        | 8/10                         |

NHL 17 получила в основном положительные отзывы от критиков. Согласно сайту-агрегатору Metacritic, версия на PlayStation 4 набрала 78 баллов из 100 на основе 26 рецензий, а версия на Xbox One — 77 баллов на основе 23 рецензий.
Девин Чарльз из Game Revolution поставил симулятору четыре с половиной балла из пяти, похвалив количество контента и мультиплеер. «Игра в целом солидная, а комментарии и экшен-кат-сцены заставляют вас чувствовать себя частью жарких хоккейных баталий» — заявил Чарльз. В качестве недостатков он отмечал режим HUT из-за малых изменений по сравнению с NHL 16.
Гленн Вигмор из IGN присвоил NHL 17 8,4 балла из 10, заявив, что «благодаря своему разнообразию, её легко порекомендовать многим игрокам», отмечая в качестве плюсов улучшенный игровой процесс за вратарей, битвы на клюшках между другими игроками и режим EASHL. Однако Гленн подверг критике внутриигровой Кубок мира по хоккею — по его словам, он оказался слишком сложным и сказал, что уже через месяц игроки уже не получат от него удовольствия.
Мэт Пейджет из GameSpot написал менее положительную рецензию, поставив семь баллов — по его словам, NHL 17 не слишком отличается от NHL 16, заявив, что в ней «нет выдающихся режимов или фишек, которые делают игру лучше, чем её предшественница». Хотя он похвалил «увлекательный» HUT-режим и скорректированный интерфейс, критику не понравился режим «Быть Про», который был мало затронут в игре.
Мэтт Берц в Game Informer поставил NHL 17 7,25 из 10 баллов и написал смешанный отзыв. Берц похвалив изменения, внесённые в игровой процесс, хотя и критиковал «странную» систему подбора шайб и повороты игроков, замедляющие скорость в игре. Он назвал режим EASHL «выдающимся», который включил в себя улучшения с новыми возможностями настройки игроков и команд. Главным недостатком NHL 17 критик назвал отсутствие углублённого режима карьеры, сравнив режим «Быть профессионалом» с сюжетным режимом «MyCareer» из NBA 2K, отдав предпочтение последнему. Подытоживая, он заявил, что разработчики продолжают вносить лишь «незначительные улучшения по всем направлениям, однако серии NHL ещё предстоит раскрыть свой истинный потенциал в этом поколении».